# Centre de recherche en reproduction animale
 (juin 2023).
Le Centre de recherche en reproduction animale (CRRA) est situé à la Faculté de médecine vétérinaire de l'Université de Montréal à Saint-Hyacinthe, Québec. Le CRRA a été créé en 1972 par un groupe de professeurs de la FMV avec le but d’étudier la physiologie et la pathophysiologie de la reproduction chez les grands animaux domestiques y compris la fécondation, les premiers stades de la gestation et la survie de l’embryon.

## Liens
- Centre de recherche en reproduction animale
- Faculté de médecine vétérinaire
- Université de Montréal